# Reicher-synagogen
Reicher-synagogen i Łódź (polsk Synagoga Reicherów) er den eneste synagoge i byen, som overlevede 2. verdenskrig. Den befinder sig i en murstenstilbygning ved 1905-revolutionens gade 28. Den er en af to virksomme synagoger i Łódź.
Reicher-synagogen blev rejst i årene 1895-1902 af familien Reicher efter tegninger af Gustaw Landau-Gutenteger. Synagogen kunne rumme 42 personer. Den overlevede kun 2. verdenskrig fordi ejeren, Wolf Reicher, solgte den fiktivt til sin tyske handelspartner, som ikke lod tyskerne rive den ned (synagogen blev lavet om til et saltmagasin). 
Efter krigen blev synagogebygningen restaureret og brugt til religiøse formål. I 1968 blev den imidlertid lukket og efterladt til sig selv. Uden nogen form for renovering blev den med tidens løb omdannet til en ruin. I 1988 blev den imidlertid totalrestaureret og bruges i dag igen af byens jøder.
51°46′34″N 19°28′1″Ø / 51.77611°N 19.46694°Ø